# ياسر الأحمر
ياسر الأحمر (1982 - 26 ديسمبر 2017) سياسي يمني وقيادي حوثي سابق.

## عن حياته
ولد عام 1982 في بلدة العصيمات بمنطقة خراش الخمري وتحديدا في مديرية حوث بمحافظة عمران شمال العاصمة صنعاء ويرتبط بعلاقة قرابة مع عائلة الشيخ القبلي البارز عبد الله بن حسين الأحمر، الذي دفعه الخلاف معهم قبل سنوات طويلة إلى الانتقال والسكن في صعدة معقل الحوثيين الرئيسي، حيث تأثر بفكرهم، وأصبح من قادتهم، وفق مصادر مقربه منه وفي 15 أكتوبر 2017 م، أعلنت ميليشيات الحوثي عن تعيين ياسر الأحمر قائدا للواء 135 مشاة برتبة عقيد.

## مقتله
قتل في يوم 26 ديسمبر 2017 بغارة قامت بها قوات التحالف العربي في الحديدة.